# Gare de Nexon
La gare de Nexon est une gare ferroviaire française des lignes de Limoges-Bénédictins à Périgueux et de Nexon à Brive-la-Gaillarde, située sur la commune de Nexon, dans le département de la Haute-Vienne, en région Nouvelle-Aquitaine.
C'est une gare de la Société nationale des chemins de fer français (SNCF), du réseau TER Nouvelle-Aquitaine, desservie par des trains express régionaux.

## Situation ferroviaire
Établie à 329 mètres d'altitude, la gare de bifurcation de Nexon est située au point kilométrique (PK) 421,193 de la ligne de Limoges-Bénédictins à Périgueux entre les gares ouvertes de l'Aiguille (s'intercale la gare fermée de Beynac) et de Lafarge.
Elle est également l'origine, au PK 421,193, de la ligne de Nexon à Brive-la-Gaillarde avant la gare de La Meyze.

## Histoire
Le décret du 13 juin 1874 porte la décision du détachement du chemin de fer de Limoges à Brive, de la ligne de Limoges à Périgueux, à ou près de Nexon. Il corrige le décret du 17 mai 1865 dans ses dispositions contraires au nouveau décret.
En 2023, selon les estimations de la SNCF, la fréquentation annuelle de la gare était de 72 676 voyageurs contre 61 162 voyageurs en 2019 et 47 463 en 2018.
La gare a été rénovée vers la fin de l'année 2018.

## Service des voyageurs

### Accueil
Gare SNCF, elle dispose d'un bâtiment voyageurs, avec guichet et salle d'attente, ouvert tous les jours. Elle est équipée de distributeurs automatiques de titre de transport TER. C'est une gare « accès plus » avec des aménagements, équipements et un service pour les personnes à mobilité réduite.

### Desserte
Nexon est une gare régionale SNCF du réseau TER Nouvelle-Aquitaine, desservie par des trains express régionaux des relations Limoges-Bénédictins - Brive-la-Gaillarde, Limoges-Bénédictins - Périgueux et Limoges-Bénédictins - Bordeaux-Saint-Jean (3 trains circulant entre Limoges et Bordeaux et un train dans le sens inverse du lundi au vendredi).
Cependant, les trains à destination de Brive-la-Gaillarde sont obligés de s’arrêter en gare de Saint-Yrieix depuis 2018. En cause, un affaissement de terrain obligeant les passagers à prendre un car jusqu’à Objat. Les voyageurs souhaitent une réouverture prochaine.

### Intermodalité
Un parc pour les vélos et un parking pour les véhicules y sont aménagés.

Installations de la gare en 2013
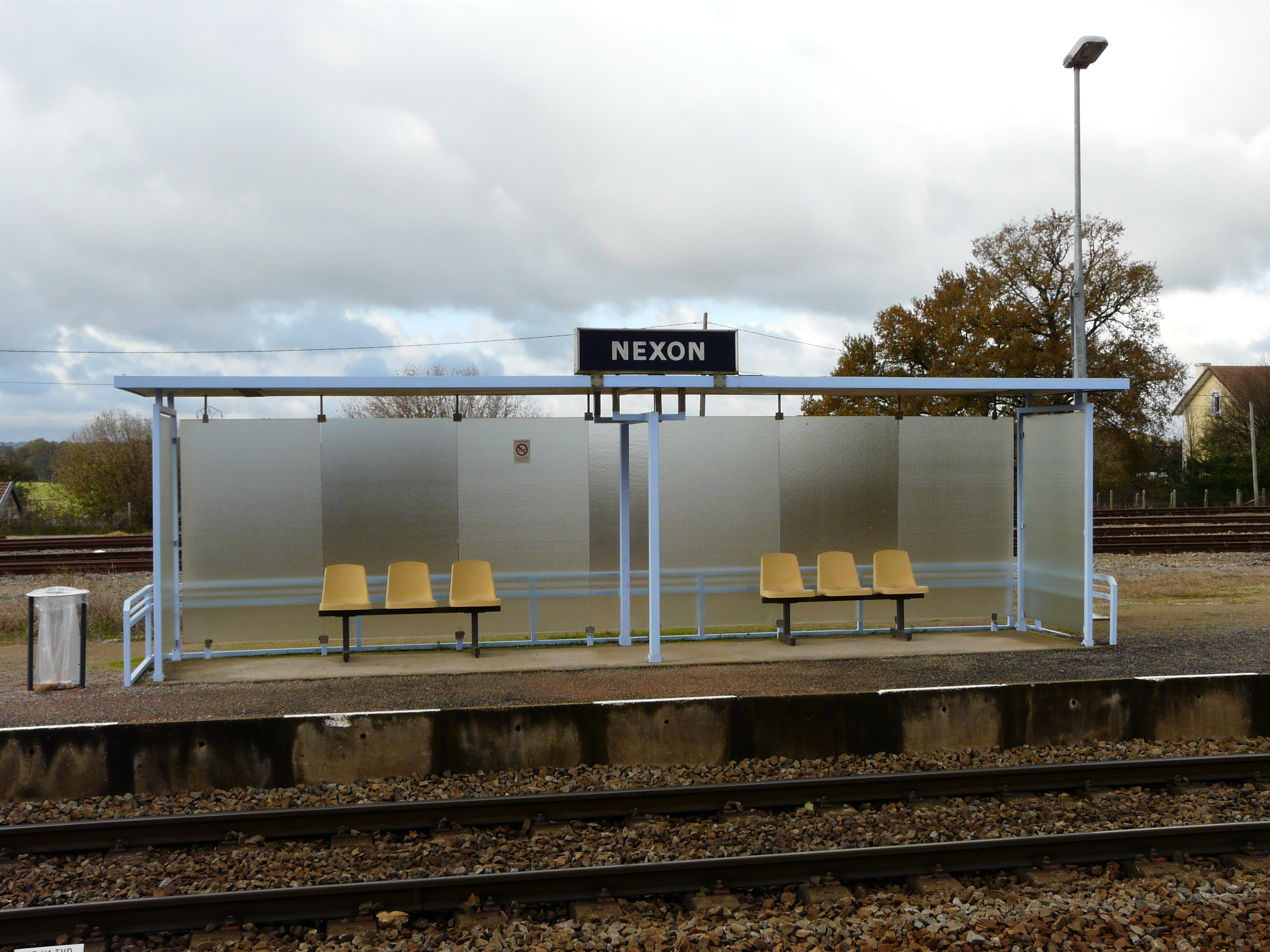
Abri de quai..
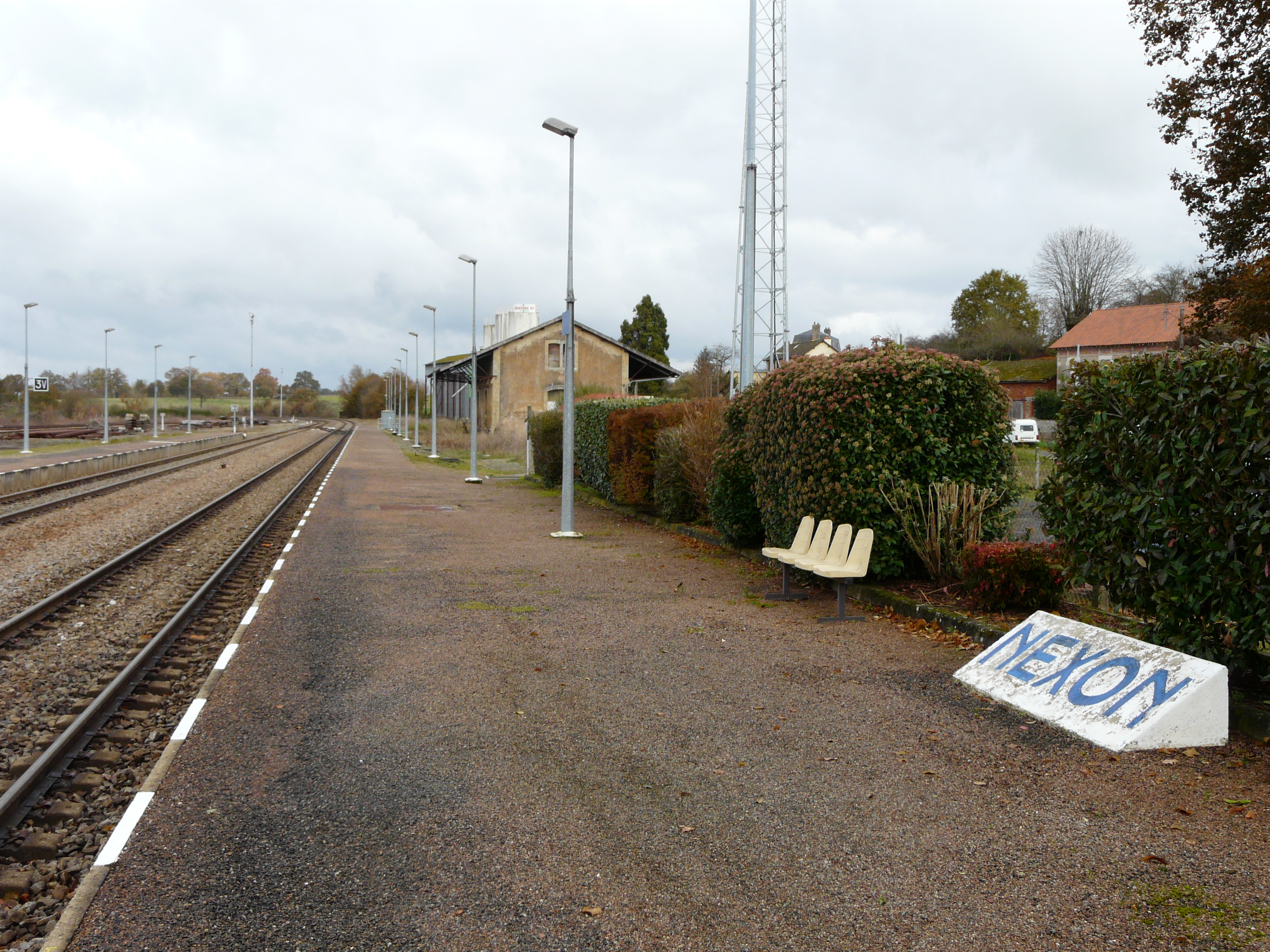
Voies, direction Limoges.
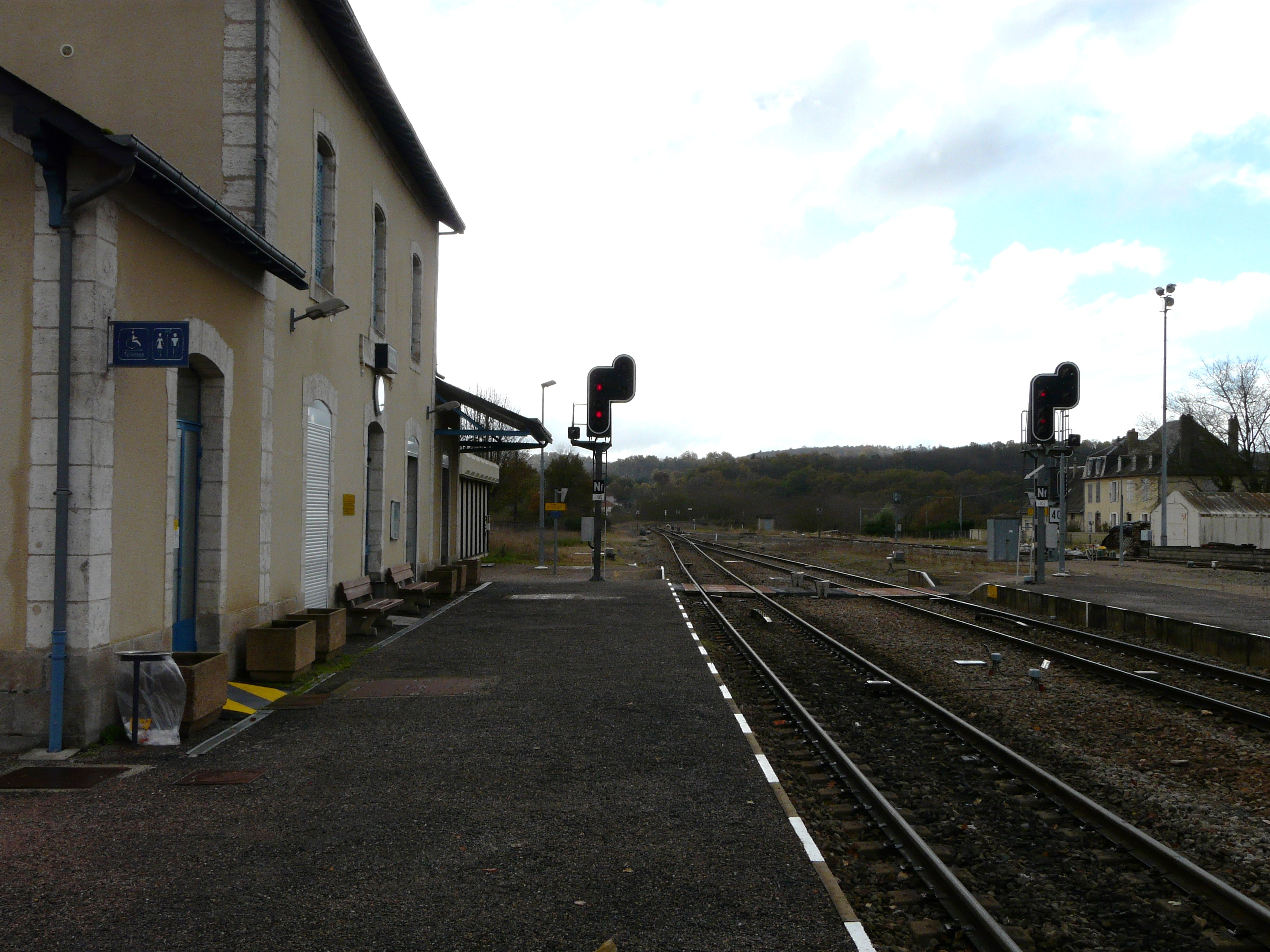
Voies, direction Périgueux.